# 青年党 (索马里)
圣战者青年运动（羅馬化：Ḥarakat ash-Shabāb al-Mujāhidīn），通称青年党（羅馬化：al-Shabaab），是活动在东非国家索马里的一个伊斯兰原教旨主义恐怖组织，它支持恐怖主义头目賓·拉登和基地组织，并不断在索马里和索马里边境国家，如肯尼亚、利比亚、乌干达等地制造恐怖主义事件，屠杀平民，意图推翻非洲联盟和索马里政府，该组织目前主要控制了索马里的中南部土地。
截至2013年，索马里青年党、伊斯兰马格里布基地组织和尼日利亚“博科圣地”是非洲「三股已成规模的恐怖组织」。但在莫桑比克活躍的「青年黨」效忠伊斯兰国，不是索馬里青年黨的分支。

## 历史
1991年起索马里内战使得该国处于无政府状态。2004年索马里青年党正式建立。由于索马里青年党能够给当地人提供安全和生活保障，使得索马里中南部当地人纷纷效忠于该组织。2006年6月6日“伊斯兰法院联盟”成立，以武力征伐试图把索马里变成政教合一国家。2006年12月埃塞俄比亚介入索马里内战，“伊斯兰法院联盟”被击败得不复存在。

## 领导者
- 艾哈迈德·奥马尔（英语：Ahmad Umar），2014年9月接任青年黨首領。[7]
- 艾哈迈德·阿卜迪·戈丹（英语：Ahmed Abdi Godane），1977年7月生，土生土长的索马里人，曾经在巴基斯坦学习，是阿富汗战争的志愿军，2001年回到索马里，大概在2007年12月成为索马里青年党领导人。[4][8]2014年9月被美軍無人機炸死。[9]
- 易卜拉欣·哈吉·贾马（英语：Ibrahim Haji Jama Mee'aad），曾被美國懸賞500萬美元追蹤，2013年6月在青年黨內鬥中被殺。[10][11]
- 谢赫穆赫塔尔·罗博（Sheikh Mukhtar Robow），曾任青年黨副首領和發言人，2017年8月向索馬里政府投降。[12]
- 阿德·穆罕默德·哈拉夫（Fuad Mohamed Khalaf）[10]
- 巴希尔·穆罕默德·马哈茂德（Bashir Mohamed Mahamoud）[10]
- 扎卡里亚·伊斯梅尔·艾哈迈德·哈尔西（Zakariya Ismail Ahmed Hersi）[10]
- 阿卜杜拉希·亚雷（Abdullahi Yare）[10]
- 伊萨·奥斯曼·伊萨
- 萨曼莎·卢思韦特，绰号“白寡妇”，英国籍，专门负责训练“人弹”，被各国媒体称为“世界上最危险的女人”。[13]2014年11月，傳聞被民兵狙擊手擊斃身亡。

## 时间线

### 2008年
2月6日，索马里青年党在海滨城市博萨索制造一起恐怖主义爆炸事件，使得90人伤亡，
2月26日，美国国务院宣布把索马里青年党划定为“恐怖组织”并且列入恐怖组织名单，其领导人被美国空军空袭炸死。

### 2009年
2009年，索马里青年党宣布效忠基地组织。
9月17日，索马里青年党对非洲联盟驻索马里维和部队司令部制造了一起自杀式汽车炸弹袭击事件，使得21人死亡。
10月，该组织宣布效忠恐怖主义头目本·拉登，并且称索马里总统是“卖国贼”。

### 2010年
1月2日，索马里青年党派遣人员前往西亚国家也门，支援他们的兄弟也门反政府武装。
7月11日晚上，索马里青年党袭击非洲国家乌干达首都的一家餐馆和足球俱乐部，使得76人死亡。

### 2011年
2011年，肯尼亚和非洲联盟的军队出兵索马里开始清剿索马里青年党，索马里青年党不敌盟军，被迫战略转移，退出索马里首都摩加迪沙。

### 2012年
2012年，索马里青年党再次宣布效忠基地组织。同年，美国政府宣布悬赏700万美元购买索马里青年党领导人戈丹內的人头。

### 2013年
9月21日，索马里青年党在肯尼亚首都内罗毕的一家购物中心制造一起恐怖袭击事件，使得67人死亡，187人受伤，其中一名中华人民共和国国籍妇女遇难，其儿子受伤。
10月5日，美国特种部队在利比亚和索马里展开突袭，在利比亚抓捕了基地组织头目阿纳斯·利比。

### 2014年
1月27日，資深領導人穆罕默德·埃米（Ahmed Mohamed Amey，又名Isku Dhuuq）死於美軍導彈空襲。
2月21日，索馬利亞青年黨武裝份子進攻首都摩加迪休的總統府區域，但遭到安全部隊擋下，激戰之後青年黨攻勢被擊退，雙方人員均有傷亡。
9月1日，索馬亞青年黨於摩加迪沙以南的營地被美軍空襲，該黨頭目艾哈邁德·阿卜迪·古丹死亡。
11月22日，索马里青年党于肯尼亚北部劫持了一辆前往首都内罗毕的巴士，造成至少28名平民死亡。
12月2日凌晨，索马里青年党于肯尼亚索马里边境城市曼德拉一采石场发动恐怖袭击，导致至少36名平民死亡。

### 2015年
3月12日，資深成員阿丹·加拉爾（Adan Garar）死於美軍無人機空襲。
4月2日，清晨5时30分左右，4名青年黨蒙面槍手携带枪支和炸弹闯入肯尼亞加里薩的莫伊大学校区，对非穆斯林学生發动袭击，造成至少147人喪生，179人受伤。4名歹徒后均被击毙，青年黨已经宣称对此事件负责。
7月26日，首都摩加迪沙的半島皇宮酒店（Jazeera Palace Hotel）遭到青年黨的炸彈攻擊，造成至少15人喪生。
中华人民共和国驻索马里使馆使馆警卫人员、武警山东总队临沂支队上士张楠，不幸在袭击中颈动脉破裂，抢救无效牺牲。

### 2016年至2018年
美国於2016年在索馬里进行了15次空中打击行动，2017年有35次，2018年則有47次精确空中打击。空襲的主要目標是青年黨。

### 2019年
2019年1月15日，索马里青年党于肯尼亚首都内罗毕Westland区域的DusitD2酒店和综合设施制造炸弹袭击并与警方发生枪战。最终有21名平民和警察死亡，另有5名袭击者被击毙，若干人受伤。
2019年6月13日，有索马里青年党武装分子图谋在肯尼亚东部拉穆郡发动恐怖袭击，但在安装简易爆炸装置时提前爆炸，4名索马里青年党武装分子被炸身亡。
2019年6月15日，肯尼亚东北部瓦吉尔郡13名警察在执行日常安全检查任务时，警车遭简易爆炸装置袭击，造成12名警察身亡、1名警察重伤。同日，索马里首都摩加迪沙遭到两起汽车炸弹袭击，造成包括袭击者在内的10人死亡、26人受伤。事后索马里青年党宣布向肯尼亞和索馬里境內的襲擊负责。
2019年7月12日，索马里南部港口城市基斯马尤一酒店遭到索馬里青年黨袭击，造成33人死亡，56人受傷。
2019年12月28日，首都摩加迪休驚傳汽車炸彈襲擊，此次爆炸共造成至少79人死亡、百餘人輕重傷。警察局長稱此次爆炸案，是一次摧毀性的破壞，由於部份傷者情況較為嚴重，死亡人數很可能上看90人。
目前尚無任何組織「自首」，但索國認為，從手法和模式判斷，很有可能是該國境內極端組織青年黨所為。
美軍於2019年對青年黨進行了63次空襲。

### 2020年至2021年
2020年1月5日，青年黨袭击了美军和肯尼亚军队在肯尼亚-索马里边境的辛巴营地（Camp Simba），摧毁几架美国飞机和一些车辆，随后美军和肯尼亚部队将其击退。青年黨方面宣稱控制了该基地一部分並杀死17名美国人和9名肯尼亚人。美国方面則說有一名美国军人和两名承包商被殺。
美軍於2020年對青年黨進行了53次空襲。
2021年6月27日，邦特兰當局槍決21名被軍事法庭判定為青年黨成員的男子。同月有報導稱2021年初至今有至少350名年輕的青年黨成員向肯尼亞當局投降。

### 2022至现今
2022年10月29日，青年黨在索馬里首都摩加迪沙引起兩起汽車炸彈襲擊。該襲擊至少造成100人死亡，300人受傷。青年黨聲稱對此次襲擊負責

## 国际社会态度

### 美国
2008年2月26日，美国国务院就把索马里青年党列入了恐怖组织名单，并时常清剿该组织成员。

### 非洲联盟
非洲联盟反对索马里青年党在索马里甚至非洲其他国家制造恐怖主义事件，并且派遣了维和部队前往索马里维护和平。

### 肯尼亚
肯尼亚政府担心索马里青年党对该国東北部进行渗透，因此反对该组织，并且曾参与盟军打击该组织，也是该组织的主要报复对象。

### 埃塞俄比亚
埃塞俄比亚政府曾越境打击索马里青年党。